# Ingeborg Vinther
Ingeborg Helena Vinther, född Joensen 11 maj 1945 i Vágur, är en färöisk fackförbundsordförande och socialdemokratisk politiker. Hon var ordförande för Färöarnas största fackförbund, Føroya Arbeiðarafelag (FA) 1980-2011.

## Bakgrund
Ingeborg Vinther växte upp som en av sju syskon i en arbetarfamilj på Suðuroy. Fadern, Meinhard Erhardtsen Joensen, var maskinsmed och aktiv i uppbyggandet av fackföreningsrörelsen och det socialdemokratiska partiet (Javnaðarflokkurin) på ön. Modern, Maria Frederikka Jacobsen, var hemmafru. Vinther arbetade i 17 år inom fiskeindustrin, varav i fyra år på Island, och är sedan 1966 gift med fabriksarbetaren Andru Vinther. Hon engagerade sig fackligt och valdes in som styrelseledamot i Fjallbrúður, den lokala fackföreningen för kvinnliga arbetare, 1976 och var dess ordförande 1977-1984. 1977 valdes hon också in som styrelseledamot i Føroya Arbeiðarafelag (AF), Färöarnas största fackförbund, och tre år senare valdes hon till förbundets ordförande, vilken hon var till 2011. Hon blev därmed landets första kvinnliga fackförbundsordförande och är den som innehaft uppdraget under längst tid. 1978-1982 genomgick hon en utbildning i ledarskap vid Kystgårdens folkhögskola i Danmark.
Tillsammans med sin man har Ingeborg Vinther två barn: Eskil (född 1969) och Anna-Mari (född 1975).

## Fackligt och politiskt arbete
Som styrelseledamot och ordförande för AF var Vinther en av personerna bakom avtalet om lika lön mellan män och kvinnor. Denna överenskommelse ingicks 1977 och genomfördes gradvis fram till 1981, då kvinnornas löner kom på nivå med männens löner. Hon är en av initiativtagarna till den fackliga paraplyorganisationen Samtak, som förutom AF också innefattar Havnar Arbeiðsmannafelag, Føroya Fiskimannafelag, Klaksvíkar Arbeiðsmannafelag och Klaksvíkar Arbeiðskvinnufelag. 1983 drogs hon, i egenskap av förbundsordförande, in i en långdragen konflikt med arbetsgivarna, då dessa ville införa registrering av de anställdas produktivitet. Vinther motsatte sig detta och ärendet drogs inför rätta. FA förlorade och en inre splittring uppstod. Därutöver var Vinther en av initiativtagarna till upprättandet av Upplysingarfelagsskapur Verkamanna (Arbetarnas studieförbund) och införandet av den färöiska arbetslöshetsförsäkringen från 1992. Hon har även varit en mångårig ledamot i Nordiska rådet.
Utöver sitt fackliga arbete har Vinther även varit engagerad inom den färöiska socialdemokratin. Inför valet till Lagtinget 1994 lämnade hon dock partiet och bildade tillsammans med andra fackföreningsledare och vänsterinriktade personer det politiska partiet Verkamannafylkingin (Arbetarfronten). Partiet fick tre mandat vid valet 1994 och Vinther blev därmed en av partiets representanter i Lagtinget. Hon blev den första kvinnan någonsin som representerade Suðuroys valkrets. Under denna mandatperiod var hon bl.a. ledamot i marknadsutskottet, arbetsutskottet samt i kultur- och utbildningsutskottet. Vid valet 1998 åkte partiet ut ur Lagtinget och drabbades av inre stridigheter, vilka ledde till partiets upplösning.
Efter 31 år som fackförbundsordförande lämnade Ingeborg Vinther uppdraget 2011. Samma år utgavs en biografi Ingeborg, skriven av Ingolf S. Olsen.